# カニステオ半島

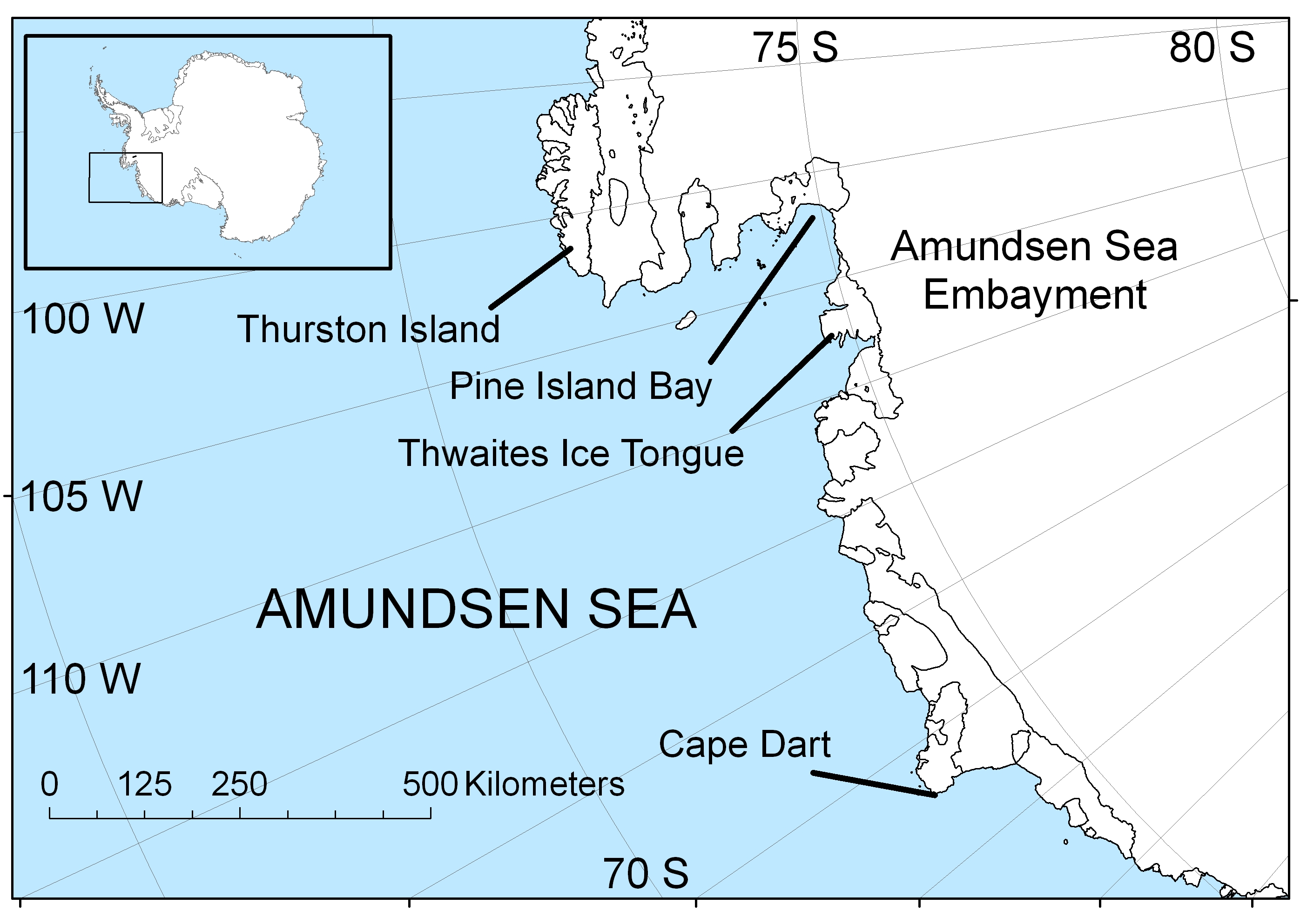
アムンゼン海周辺地図

カニステオ半島（カニステオはんとう、英: Canisteo Peninsula）は、南極大陸西部（西南極）にある半島。

## 地理
アムンゼン海の東部に東から西へ突き出している。氷に覆われた半島で、長さ48km、幅36km。北はキング半島 (King Peninsula) との間にフェッレーロ湾 (Ferrero Bay) 、南はBacker Islandsとの間にクラントン湾 (Cranton Bay) を形成する。

## 歴史・名称
アメリカ海軍によるハイジャンプ作戦により、1946年12月に詳細な写真が得られた。
米国の南極地名諮問委員会により、同作戦の東区域を担当したグループのタンカー「USSカニステオ」 (USS Canisteo (AO-99)) に因んで名付けられた。なお、このタンカーの船名は、ニューヨーク州のカニステオ川 (Canisteo River) に因んでいる。